# Phalange Delta
 (novembre 2014).
Si vous disposez d'ouvrages ou d'articles de référence ou si vous connaissez des sites web de qualité traitant du thème abordé ici, merci de compléter l'article en donnant les références utiles à sa vérifiabilité et en les liant à la section « Notes et références ».
Une phalange Delta désigne en médecine la déformation congénitale de la phalange intermédiaire d'un doigt ou d'un orteil qui prend un aspect triangulaire, comme la lettre grecque Delta, ou trapézoïdal.
Une phalange delta peut exister avec ou sans syndactylie. Bien que la conséquence d'un os delta soit un doigt courbé, les jointures de chaque extrémité du doigt sont habituellement normales. La résultante d'une phalange delta est donc la plupart du temps une clinodactylie (angulation excessive d’un doigt).
Le recours à la chirurgie peut être prescrit pour redresser l'os ou le doigt.